# Albert (Frankrijk)
Albert is een gemeente in het Franse departement Somme (regio Hauts-de-France). De plaats maakt deel uit van het arrondissement Péronne. De inwoners worden Albertins genoemd. Door de gemeente loopt de rivier de Ancre. Albert telde op 1 januari 2022 9.658 inwoners.
De stad werd volledig verwoest tijdens de Eerste Wereldoorlog.

## Geschiedenis
In de Gallo-Romeinse periode was hier al een nederzetting op de Romeinse weg Chaussée Brunehaut, bij een brug over de Ancre.
Albert, toen nog Ancre genoemd, kreeg stadsrechten in 1178. De stad kreeg omstreeks 1620 haar huidige naam. Ze werd genoemd naar Charles d'Albert, hertog van Luynes, een gunsteling van koning Lodewijk XIII die de nieuwe gouverneur werd van de stad als opvolger van de in ongenade gevallen en vermoorde Concino Concini. De stad werd herhaalde keren ingenomen en verwoest.

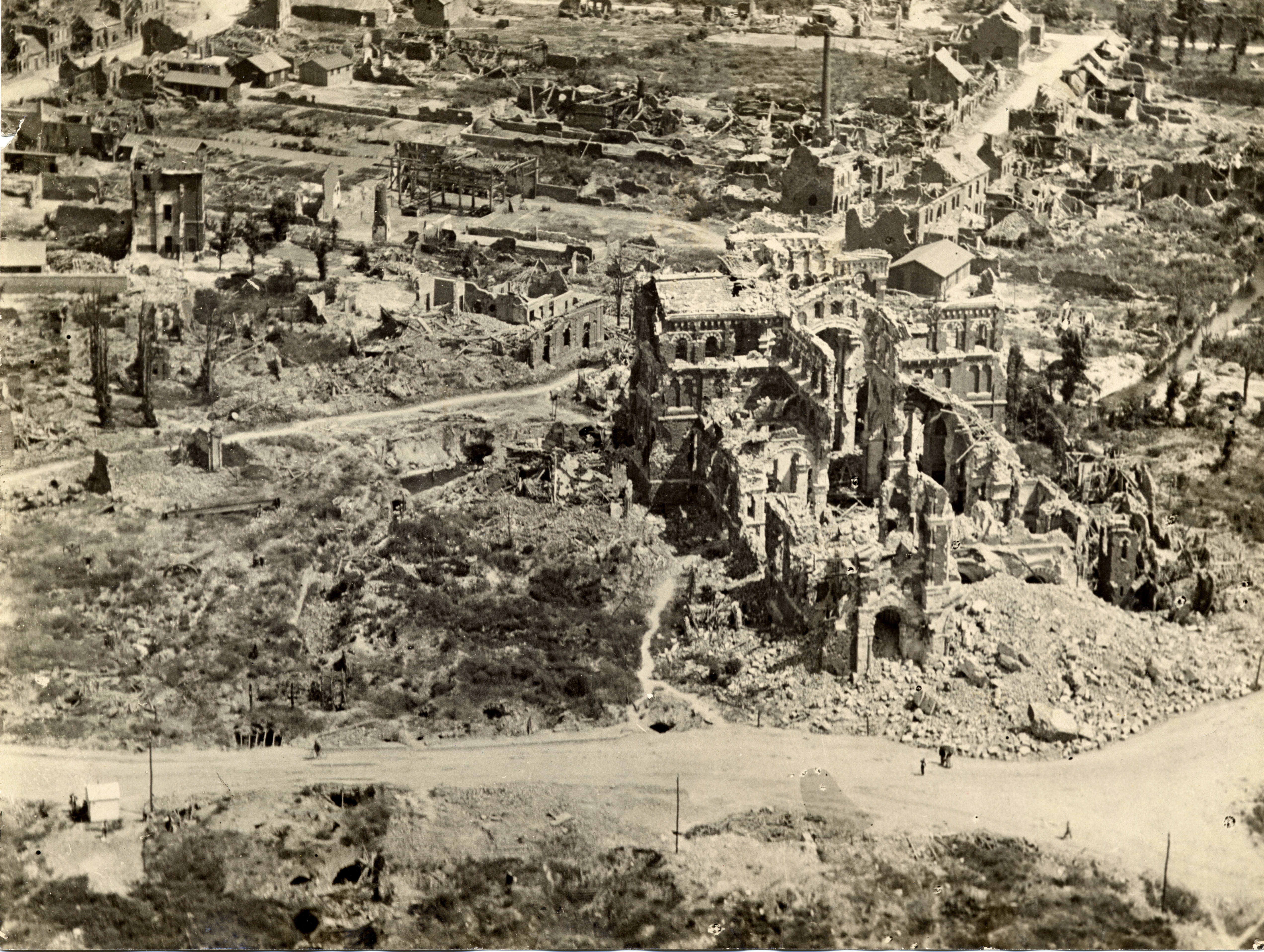
Verwoesting van de stad en de basiliek

In 1727 werd een mariabeeld dat door een herder zou zijn gevonden, in de parochiekerk van Albert geplaatst. Aan deze Notre-Dame de Brebières werden mirakels toegeschreven en Albert werd een mariaal bedevaartsoord. De bedevaart kreeg een nieuw elan in de tweede helft van de negentiende eeuw na de opening van het treinstation. Daarom werd vanaf 1885 werd de Basiliek Notre-Dame de Brebières gebouwd.

### Eerste Wereldoorlog
Na de Eerste Slag bij de Marne werd de stad ingenomen door de Duitsers op 29 augustus 1914. Ze werd heroverd door de Britten op 13 september. Ze bleef echter op ongeveer 3 km van de frontlijn liggen. Het volledige stadscentrum, het station en de fabrieken werden in de volgende maanden vernield tijdens Duitse bombardementen. Vanaf juli 1916 verplaatste de frontlijn zich meer naar het noorden. Op 26 maart 1918 werd de stad heroverd door de Duitsers. Vanaf april was de stad slachtoffer van Britse bombardementen. Op 23 augustus 1918 werd de stad, die volledig in puin lag, definitief bevrijd.
In de jaren 1920 en 1930 werd de stad in een homogene stijl heropgebouwd. De basiliek is het enige gebouw dat naar oorspronkelijk ontwerp werd heropgebouwd.

## Bezienswaardigheden
- de Basiliek Notre-Dame de Brebières, in neo-Byzantijnse architectuur
- het Museum Somme 1916, museum gewijd aan de slag om de Somme
- het gemeentehuis, een mengeling van Vlaamse geest met art deco

## Geografie
De oppervlakte van Albert bedroeg op 1 januari 2022 13,8 vierkante kilometer; de bevolkingsdichtheid was toen 699,9 inwoners per km². De Ancre stroomt door de gemeente.
De onderstaande kaart toont de ligging van Albert met de belangrijkste infrastructuur en aangrenzende gemeenten.

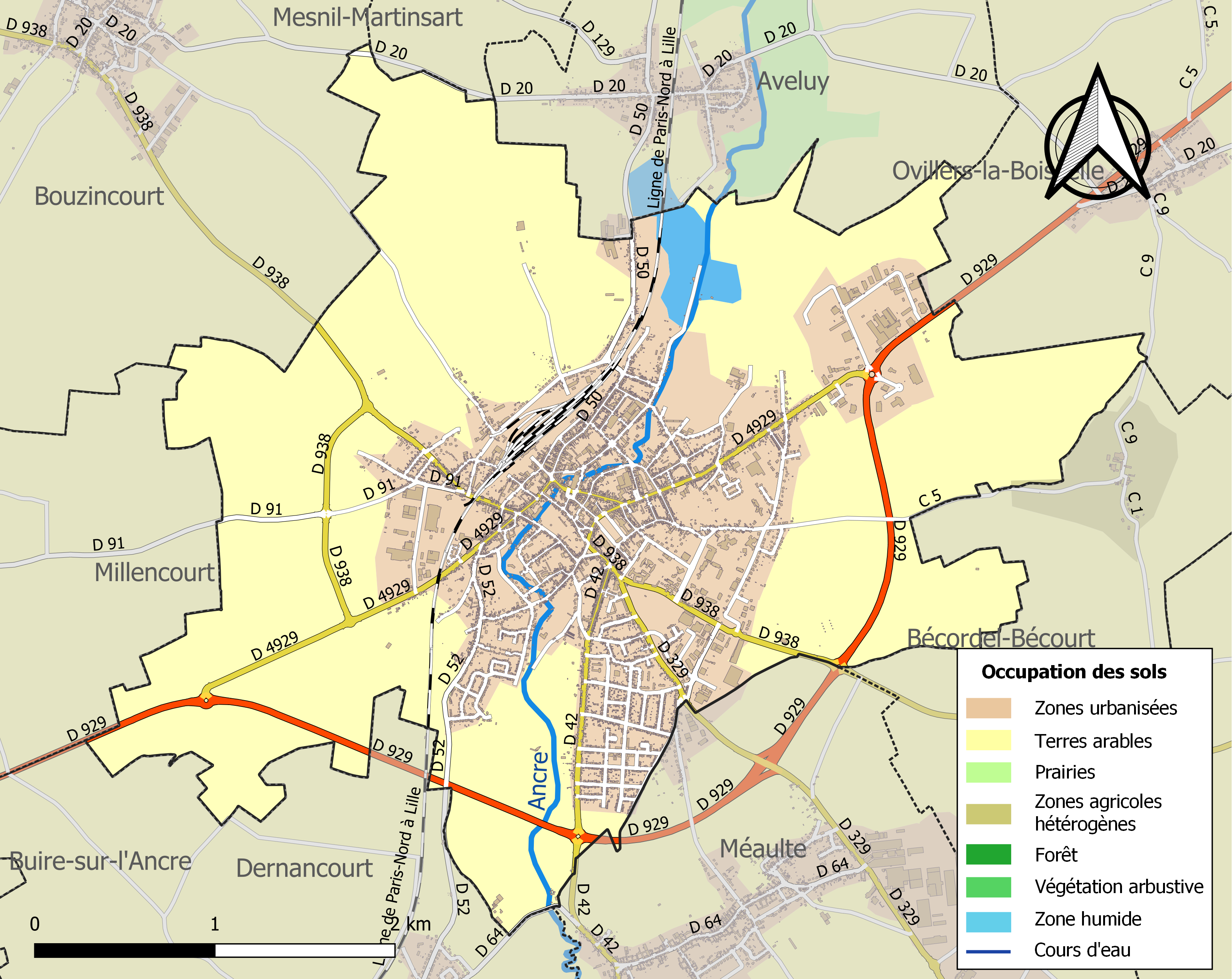

## Demografie
Onderstaande figuur toont het verloop van het inwonertal (bron: INSEE-tellingen).

## Transport
In de stad ligt het station Albert.
In 2007 werd de regionale luchthaven Aéroport d'Albert-Picardie geopend. Van hier worden onderdelen voor de Airbus-vliegtuigen uit de fabriek van Stelia Aerospace in Méaulte getransporteerd. Het is ook een zakenluchthaven.